# Cyrtognatha simoni
Cyrtognatha simoni là một loài nhện trong họ Tetragnathidae.
Loài này thuộc chi Cyrtognatha. Cyrtognatha simoni được miêu tả năm 1940 bởi Bryant.